# 72年
| 千纪： | 1千纪                                                                                |
| 世纪： | 前1世纪 \| 1世纪 \| 2世纪                                                            |
| 年代： | 40年代 \| 50年代 \| 60年代 \| 70年代 \| 80年代 \| 90年代 \| 100年代                  |
| 年份： | 67年 \| 68年 \| 69年 \| 70年 \| 71年 \| 72年 \| 73年 \| 74年 \| 75年 \| 76年 \| 77年 |
| 纪年： | 东汉永平十五年                                                                       |

## 大事记
- 王景隨漢明帝東巡，行至無鹽（今山東東平東南），明帝嘉獎他的治河功績，拜為河堤謁者。

## 各国领袖

### 非洲
- 库施
  - 女王：Amanikhatashan（62年－85年）

### 亚洲
- 中国
  - 东汉：
    - 皇帝：汉明帝（57年－75年）

  - 高句丽：
    - 国王：太祖王（53年－146年）
- 朝鲜
  - 百济：
    - 国王：多娄王（28年－77年）

  - 新罗：
    - 国王：脱解尼师今（57年－80年）
- 贵霜帝国
  - 国王：丘就却（30年－80年）

### 欧洲
- 高加索伊比里亚
  - 国王：
    1. 卡塔姆（58年－72年）
    2. 卡奥斯（72年－87年）
- 罗马帝国
  - 皇帝：韦斯巴芗（69年－79年）

### 中东
- 科马吉尼
  - 国王：Antiochus IV（41年－72年）
- 奈巴提亚
  - 国王：Rabbel II Soter（70年－106年）
- 奥斯若恩
  - 国王：Abgar VI bar Ma'nu（71年－91年）
- 安息
  - 国王：沃洛吉斯一世（51年－78年）